# Архемовка
Архемовка (укр. Архемівка) — село,
Викторийский сельский совет,
Пирятинский район,
Полтавская область,
Украина.
Население по переписи 2001 года составляло 96 человек.

## Географическое положение
Село Архемовка находится на левом берегу реки Гнилая Оржица, выше по течению на расстоянии в 2 км расположено село Малютинцы, ниже по течению на расстоянии в 1,5 км расположено село Кулажинцы, на противоположном берегу — село Алексеевка. По селу протекает пересыхающий ручей с запрудой. Рядом проходит автомобильная дорога М-03.

## История
Была приписана к Предтечиевской церкви в Малютинцах
В 1788 году на хуторе Архемовка проживал Архемовский Каленик Степанов, 38 лет с семейством.
Село указано на подробной карте Российской Империи и близлежащих заграничных владений 1816 года как хутор Ахремовка.